# Isovanilina
Isovanilina é um aldeído fenólico, um composto orgânico e isômero da vanilina. É um inibidor seletivor da aldeído oxidase. Não é um substrato desta enzima, e é metabolizado por aldeído deidrogenase em ácido isovanílico.